# Abel Vázquez
Abel Vázquez Cortijo (nascido em 3 de agosto de 1989) é um judoca paralímpico espanhol.

## Paralimpíadas
Vázquez competiu no judô nos Jogos Paralímpicos de Verão de 2008 (Pequim) e 2012 (Londres). Em Londres, ficou com a quarta colocação, ao ser derrotado na partida por medalha de bronze.